# Baby I Like
〈Baby I Like〉(베이비 아이 라이크)는 1999년 10월 16일에 발매된, 일본의 여성 가수 Mai-K(쿠라키 마이)의 전미 데뷔 싱글이다. 현재는 폐반.

## 개요
- 수록된 곡은 전부 커버곡이다.
- 명의는 쿠라키 마이가 아니고, ‘Mai-K’였다. 후에 발매된 전미 음반 《Secret of my heart》의 명의도 같다.
- 쿠라키 마이 명의(일본반)으로는 2009년 9월 9일에 발매된 《ALL MY BEST》에 수록되었다.
- 작곡자는 금후 쿠라키와 자주 협력하는 YOKO Black. Stone이었다.
- 현재는 폐반되었기 때문에 입수하는 것은 어렵다.
- PV는 보스턴에서의 녹음 풍경을 담은 것이 보통사양으로 유명하지만, 발매 전에 타이업으로 《야 만》(ヤ・マン), 《마츠오 키요시적 음악 생활》(松尾潔的音楽生活)의 엔딩으로 온에어되고 있었을 때는 그랜카페에서의 클럽 이벤트로 붐비는 입장객을 슬로우모션으로 한 영상이며, 본인은 출연하지 않았다.

## 수록곡
1. Baby I Like (4:22)
  - 작사 · 작곡: YOKO Black. Stone
2. Did I Hear You Say That You're In Love (4:08)
  - 작사: Jeffrey Qwest, 작곡: Tommo
3. 's All Right (4:24)
  - 작사 · 작곡: YOKO Black. Stone
4. Baby I Like (Oral Exciter House Remix) (5:34)
  - 작사 · 작곡: YOKO Black. Stone

## 참가 음악가
- 쿠라키 마이: 코러스 (#1,2,3,4)